# 金手駅
金手駅（かねんてえき）は、山梨県甲府市城東一丁目にある、東海旅客鉄道（JR東海）身延線の駅。

## 歴史
- 1929年（昭和4年）8月15日：富士身延鉄道の金手停留場として開設[1][2]。
- 1938年（昭和13年）10月1日：富士身延鉄道を鉄道省（国鉄の前身）が借上げ[1][2]。同時に金手駅に昇格し、貨物取扱開始[2]。
- 1941年（昭和16年）5月1日：国有化、鉄道省身延線の駅となる[1]。
- 1945年（昭和20年）7月7日：甲府空襲によって駅舎が全焼し、営業休止[3]。
- 1953年（昭和28年）
  - 2月6日：駅舎再建工事に着手[3]
  - 5月10日：駅舎が完成し、営業再開[2][3]。
- 1959年（昭和34年）4月1日：貨物取扱廃止[2]。
- 1970年（昭和45年）10月1日：荷物扱い廃止[4]。無人駅化[5]。
- 1987年（昭和62年）4月1日：国鉄分割民営化に伴い、JR東海の駅となる[1][2]。
- 2025年（令和7年）10月1日：ICカード「TOICA」の利用が可能となる（予定）[6][7]。

## 駅構造
単式ホーム1面1線を有する地上駅。線路はほぼ南東から北西に走り、ホームは線路の南西側に設けられている。駅善光寺寄りに、ホームに接する形で高床式簡易駅舎が設置されており、外へはそこから階段で下る。駅舎内にトイレは無い。
南甲府駅管理の無人駅。当駅は身延線で唯一東京西鉄道管理局に所属していたため、静岡鉄道管理局に所属していた身延線内の他駅と比較すると無人駅化時期が早い。駅舎内部には出札口の跡が残っている。
当駅付近の身延線は中央本線と並行しているが、中央本線に駅は無くホームは設置されていない。同様の事例は大糸線北松本駅（篠ノ井線が並行）、陸羽東線南新庄駅（奥羽本線が並行）、伊東線来宮駅（東海道本線が平行）等がある。このため、国鉄時代の（善光寺 - ）金手 - 甲府間は前述の通り東京西鉄道管理局管轄区間であった。

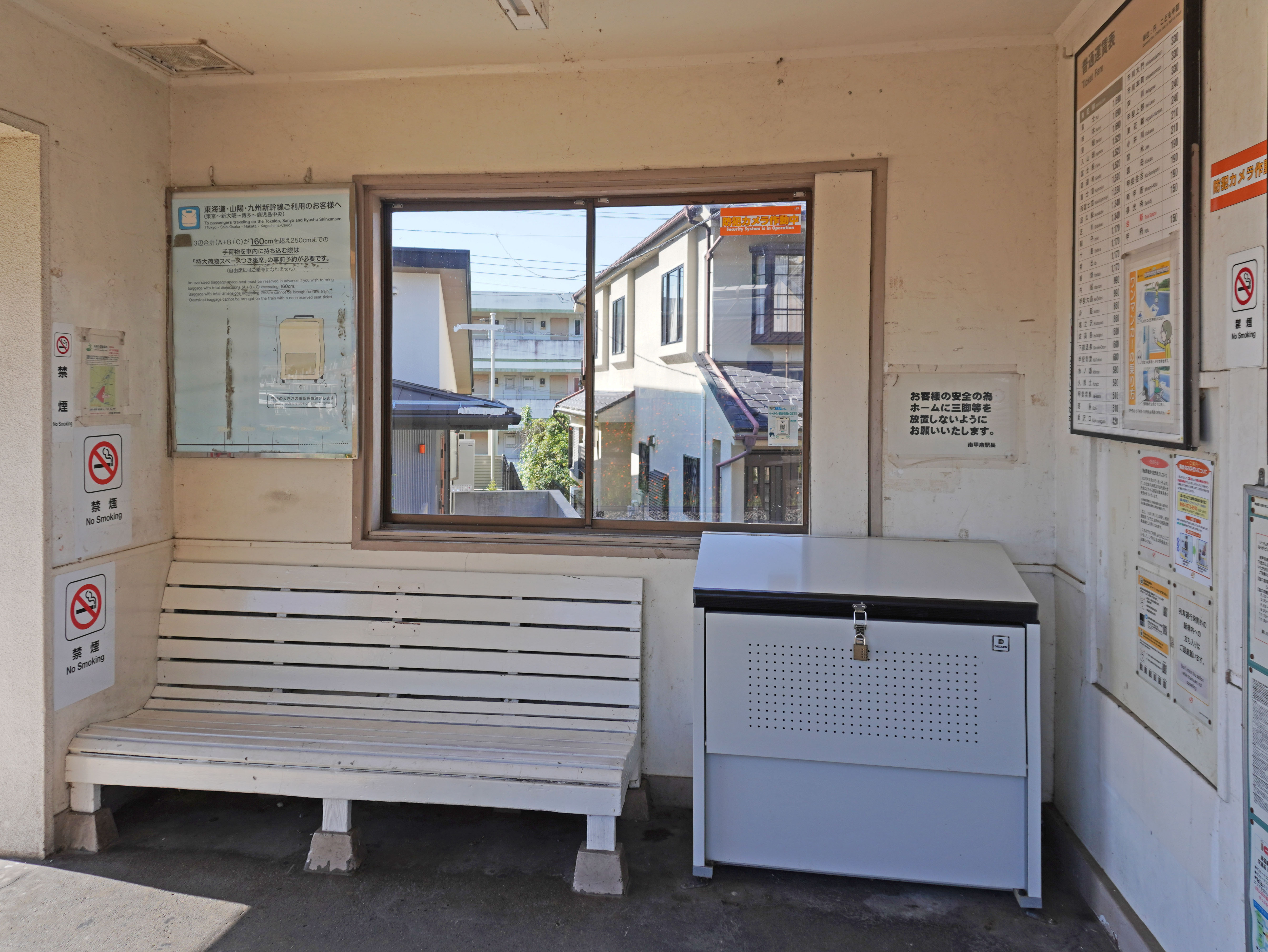
待合室（2022年10月）
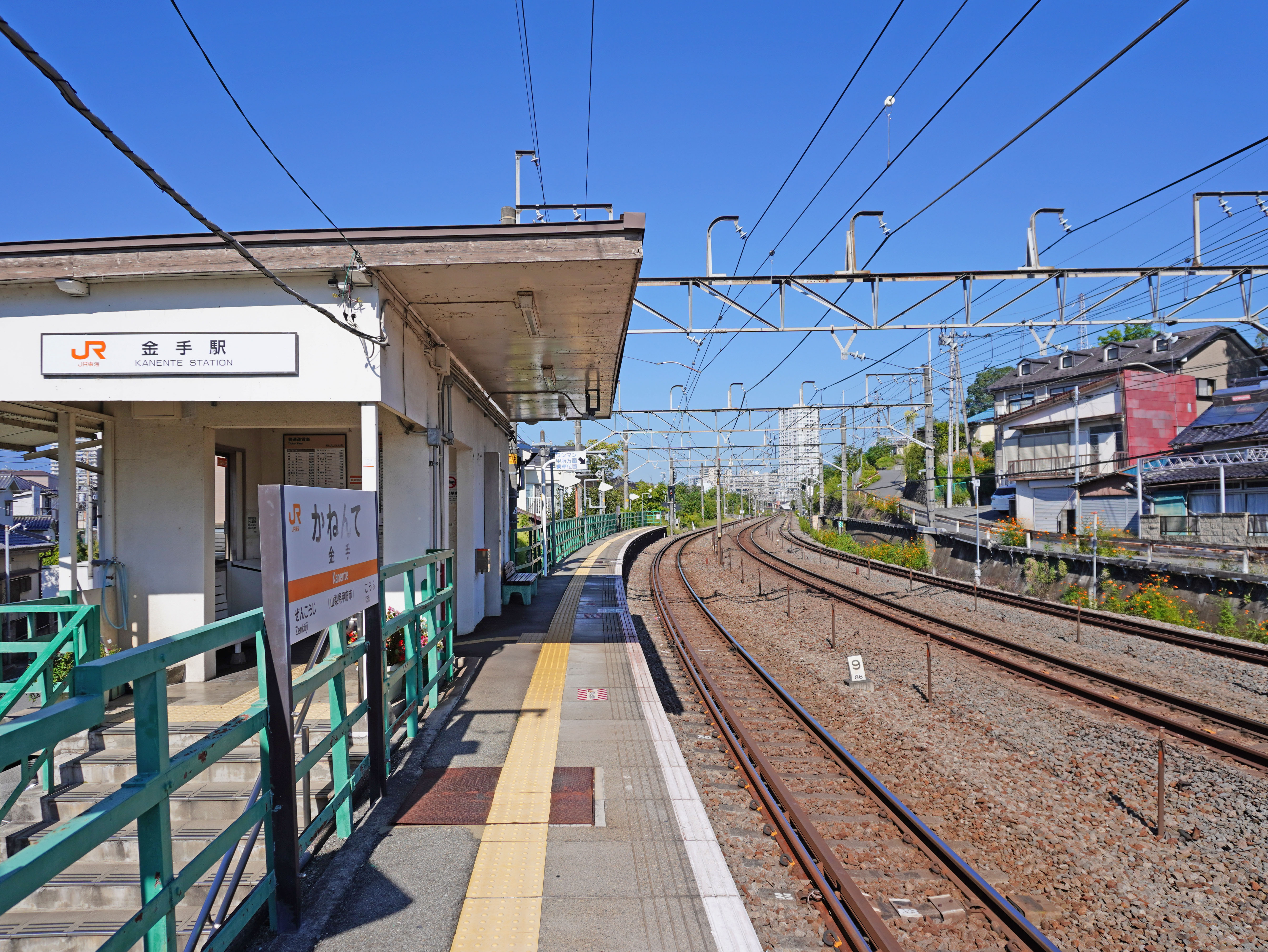
ホーム。右側の線路は中央本線（2022年10月）

## 利用状況
1日平均乗車人員は以下の通り。沿線人口の多い甲府市内の市街地に立地しているにもかかわらず、当駅の立地条件や中央線との接続等の問題から利用者は少ない。
| 乗車人員推移 | 乗車人員推移 |
| 年度         | 1日平均人数  |
| ------------ | ------------ |
| 2005         | 45           |
| 2006         | 46           |
| 2007         | 50           |
| 2008         | 54           |
| 2009         | 62           |
| 2010         | 63           |
| 2011         | 56           |
| 2012         | 64           |
| 2013         | 59           |
| 2014         | 49           |
| 2015         | 49           |
| 2016         | 54           |
| 2017         | 60           |
| 2018         | 64           |

## 駅周辺

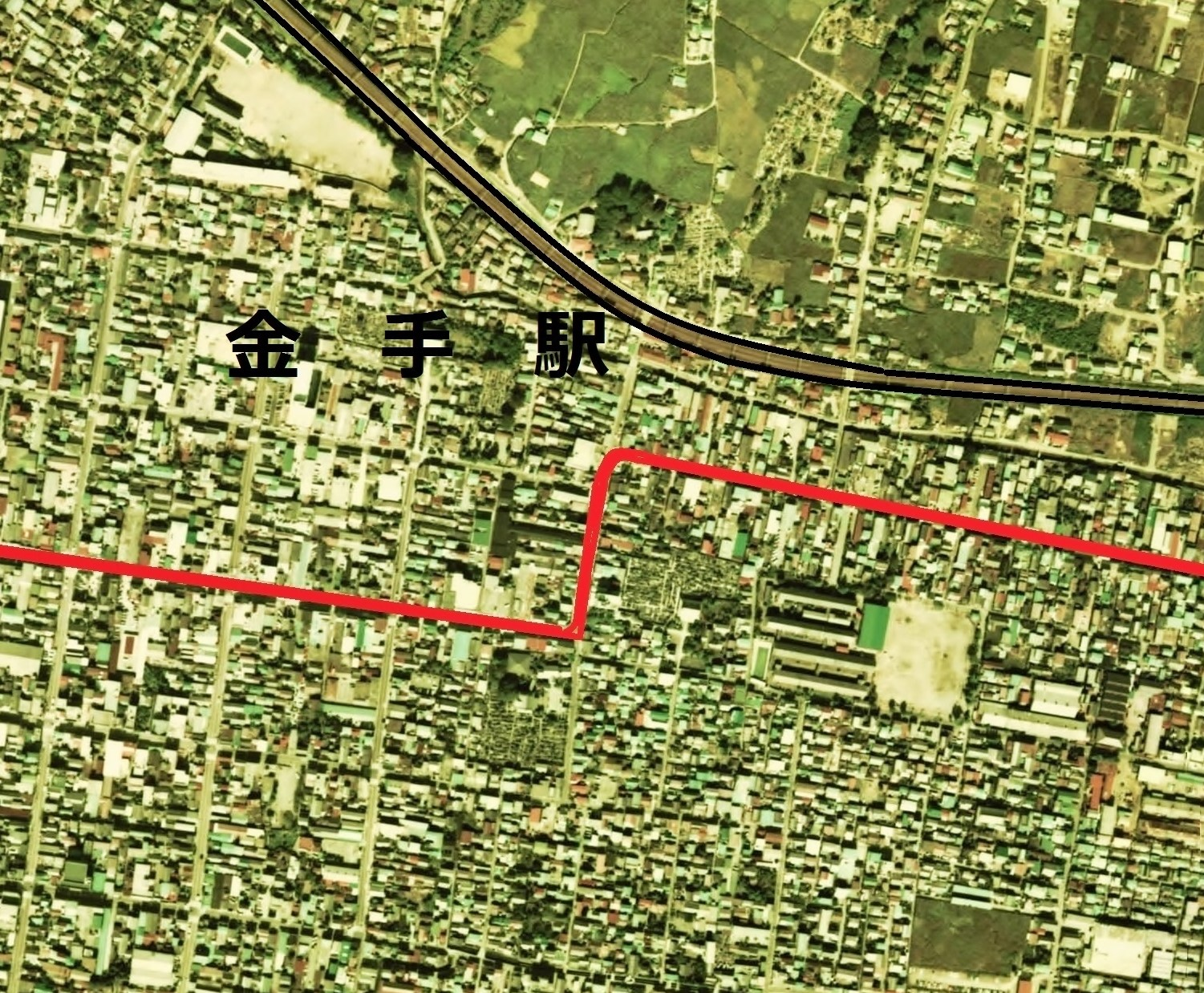
由来となったクランク。赤い線は国道411号。。1975年撮影。

駅周辺は江戸期から昭和に至るまで金手町と呼ばれ、1929年（昭和4年）の開業当初、当駅は駅名と同じ金手町に属したが、1963年（昭和38年）に金手町は城東一丁目 - 五丁目の一部とされ、金手の地名は消滅した。
なお、金手という地名は同所を通過している旧甲州街道（現国道411号）の道路形状が城下町特有のクランクになっており、これを｢鍵手（かぎのて）｣と呼んでいたが、後に訛り｢金手（かねんて）｣と呼ばれるようになった事が由来である。
甲府駅のすぐ東隣の駅であり、駅は甲府の市街地（住宅地）にある。駅付近には歴史のある寺院が多く所在する。
- 甲府市立図書館
- 甲府警察署城東交番
- 甲府市立善誘館小学校
- 長禅寺
- 瑞泉寺
- 教安寺
- 天尊躰寺
- 誓願寺
- 能成寺
- 帰命院
- 国道411号

## バス路線
駅前は道が手狭のため、路線バスが入って来られない。但し、駅から南へ少し行った国道411号沿いの甲府駅方に「城東一丁目」停留所が、石和方に「甲府市立図書館入口」停留所があり、そこから乗ることが可能。
- 山梨交通（敷島営業所）
  - 90：御所循環
  - 91：山梨英和大学
  - 98：石和温泉駅 / 甲府駅
  - 90・98：敷島営業所
- 富士急バス（本社営業所、甲府営業所）
  - K2：富士山駅 / 甲府駅

## 隣の駅
東海旅客鉄道（JR東海）
CC 身延線

善光寺駅 - 金手駅 - 甲府駅